# Arquidiocese de Pretória
A Arquidiocese de Pretória (Archidiœcesis Praetoriensis) é uma circunscrição eclesiástica da Igreja Católica situada em Pretória, na África do Sul. É fruto da elevação do antigo vicariato apostólico de Pretória, este criado a partir dos vicariatos de Transvaal e de Kimberley. Seu atual arcebispo é Dabula Anthony Mpako. Sua sede é a Catedral do Sagrado Coração, em Pretória. Seus arcebispos são, por tradição, também os prelados militares da África do Sul.

## História
O Vicariato Apostólico de Pretória foi erigido em 9 de abril de 1948 com a bula Quae ad fidem do Papa Pio XII, obtendo o território dos Vicariatos Apostólicos de Kimberley na África Austral (hoje Diocese de Kimberley) e de Transvaal (hoje Arquidiocese de Joanesburgo). Em 11 de janeiro de 1951, o Vicariato Apostólico foi elevado à categoria de Arquidiocese Metropolitana com a bula Suprema Nobis do Papa Pio XII.
Em 28 de junho de 1971, cedeu parte de seu território para a ereção da Prefeitura Apostólica de Rustemburgo (hoje Diocese de Rustemburgo) por meio da bula Inter rerum do Papa Paulo VI.
Em 5 de junho de 2007, o Papa Bento XVI erigiu a província eclesiástica de Joanesburgo, elevando a sede episcopal de mesmo nome a uma igreja metropolitana, atribuindo-lhe como igrejas sufragâneas as dioceses de Manzini na Suazilândia, de Klerksdorp e de Witbank. Todas essas quatro dioceses eram anteriormente dioceses sufragâneas da Arquidiocese de Pretória. No mesmo dia, o Papa transferiu a Diocese de Gaborone e o Vicariato Apostólico de Francistown (hoje Diocese) da Província de Bloemfontein para a Província de Pretória.

## Arcebispos
Administração local:
| #              | Nome                            | Período      | Notas      |
| Arcebispos     | Arcebispos                      | Arcebispos   | Arcebispos |
| -------------- | ------------------------------- | ------------ | ---------- |
| 5º             | Dabula Anthony Mpako            | 2019 - atual |            |
| 4º             | William Matthew Slattery, O.F.M | 2010-2019    |            |
| 3º             | Paul Mandla Khumalo, C.M.M.     | 2008-2009    |            |
| 2º             | George Francis Daniel           | 1975-2008    |            |
| 1º             | John Colburn Garner             | 1951-1975    |            |
| Bispo          |                                 |              |            |
| 1º             | John Colburn Garner             | 1948-1951    |            |
| Bispo-auxiliar |                                 |              |            |
|                | Masilo John Selemela            | 2022-atual   |            |